# روبرت بال
روبرت بال (بالإنجليزية: Robert Ball)‏ هو لاعب بولينغ أسترالي، ولد في 17 يوليو 1956.